# Klubi Sportiv Bylis Ballsh 2015-2016

## Rosa
| N. |                               | Ruolo | Calciatore               |
| -- | ----------------------------- | ----- | ------------------------ |
| 1  | Albania (bandiera)            | P     | Stivi Frashëri           |
| 2  | Serbia (bandiera)             | D     | Duško Dukić              |
| 3  | Albania (bandiera)            | D     | Amir Bilali              |
| 4  | Albania (bandiera)            | D     | Julian Brahja (capitano) |
| 5  | Serbia (bandiera)             | D     | Borislav Simić           |
| 6  | Albania (bandiera)            | D     | Albi Alla                |
| 7  | Albania (bandiera)            | A     | Ardit Hoxhaj             |
| 8  | Macedonia del Nord (bandiera) | C     | Flamur Tairi             |
| 9  | Albania (bandiera)            | A     | Brunild Pepa             |
| 10 | Brasile (bandiera)            | C     | Edimílson                |
| 11 | Albania (bandiera)            | A     | Qemal Mustafaraj         |
| 12 | Albania (bandiera)            | P     | Shkëlzen Ruçi            |
| 14 | Albania (bandiera)            | D     | Arben Muskaj             |
| 16 | Nigeria (bandiera)            | A     | Solomonson Izuchukwuka   |

| N. |                      | Ruolo | Calciatore                   |
| -- | -------------------- | ----- | ---------------------------- |
| 17 | Albania (bandiera)   | D     | Ledion Muçaj (vice-capitano) |
| 19 | Albania (bandiera)   | C     | Orgest Gava                  |
| 20 | Albania (bandiera)   | C     | Bruno Lipi                   |
| 22 | Albania (bandiera)   | D     | Ardit Peposhi                |
| 29 | Albania (bandiera)   | C     | Renato Hyshmeri              |
| 67 | Argentina (bandiera) | A     | Juan Varea                   |
| 78 | Camerun (bandiera)   | C     | Emmanuel Mbella              |
| 88 | Kosovo (bandiera)    | D     | Ahmet Haliti                 |
| -  | Kosovo (bandiera)    | P     | Kushtrim Mushica             |
| -  | Albania (bandiera)   | D     | Hysland Aliaj                |
| -  | Kosovo (bandiera)    | D     | Samir Sahiti                 |
| -  | Albania (bandiera)   | D     | Elton Basriu                 |
| -  | Albania (bandiera)   | D     | Maringlen Shoshi             |